# Temple Spinoza
Pour les articles homonymes, voir Spinoza (homonymie).
Le temple Spinoza est une ancienne synagogue située à Tunis en Tunisie.

## Histoire
Le temple était situé au Dar Spinoza (n°8 et 10) dans l'impasse El Hanachi.